# Самоковски манастир „Покров Богородичен“
Самоковският девически манастир „Покров Богородичен“ е действащ девически манастир от Софийската епархия на Българската православна църква. Манастирът е известен като Бабите.

## Местоположение
Манастирът се намира в самия град Самоков.

## История
Основан е през 1772 г. като девически метох на Хилендарския манастир от образовани монахини. Основаването на манастира се свързва с името на баба Фота, бабата на Константин Фотинов, но легендите говорят, че е свързано със спасяването на града от Света Богородица. Тя разпростряла своя плащ – покров над града и така го спасила. Икони за църквата на манастира е рисувал Димитър Зограф, а в нартекса може да се види стенопис с Покровителна Богородица, който се приписва от специалисти на Захари Зограф. През XIX век Девическият манастир в Самоков се превръща в огнище на просвещение.
Днес е запазена манастирската църква със стенописи от XIX век. Присъединената към комплекса Хаджистамова къща е превърната в магерница. Един от манастирските трактове предлага подслон за гости. Монахините поддържат кухня за бедни и така продължават традициите на благотворителност. В манастира се намират ръкописи, старопечатни книги и донесените през 19 век от Света Гора мощи на Свети Пантелеймон, Свети Мина, Свети Николай чудотворец, Свети Харалампий, Свети Георги и Свети Сава Сръбски. Църквата „Покров Богородичен“ е построена през 1837 – 1839 г. Днес е постоянно действащ.

## Храмов празник
Храмовият празник е на 1 октомври – Покров Богородичен.

## Туризъм
Част е от Стоте национални туристически обекта. Има печат на БТС.
- Църквата
- Жилищна част
- Чешма